# La Villeneuve-lès-Charleville
Pour les articles homonymes, voir Villeneuve.
La Villeneuve-lès-Charleville est une commune française, située dans le département de la Marne en région Grand Est.

## Géographie

### Localisation
La Villeneuve-lès-Charleville se trouve au sud-ouest du département de la Marne, en région Grand Est. La commune appartient à la région agricole de la Brie champenoise.
La commune de La Villeneuve-lès-Charleville s'étend sur une superficie de 1 117 hectares. Sur son territoire, l'altitude varie de 192 à 221 mètres. Le bourg de La Villeneuve-lès-Charleville se trouve au nord-ouest de la commune, entre Charleville à l'ouest et Soizy-aux-Bois à l'est, entouré de terres agricoles. Le sud-est de la commune, autour de la RD951 (exèRN51), est davantage boisé et accueille les deux étangs de la commune.
Par la route, La Villeneuve-lès-Charleville se situe à 59 km de Châlons-en-Champagne, préfecture, à 37 km d'Épernay, sous-préfecture, et à 10 km de Sézanne, bureau centralisateur du canton de Sézanne-Brie et Champagne dont dépend La Villeneuve-lès-Charleville depuis 2015. La commune fait en outre partie du bassin de vie de Sézanne.
La Villeneuve-lès-Charleville est limitrophe de 6 communes :
|             | Corfélix                      |                               |
| Charleville | La Villeneuve-lès-Charleville | Soizy-aux-Bois                |
|             | Lachy                         | Mondement-Montgivroux, Broyes |

### Hydrographie

#### Réseau hydrographique

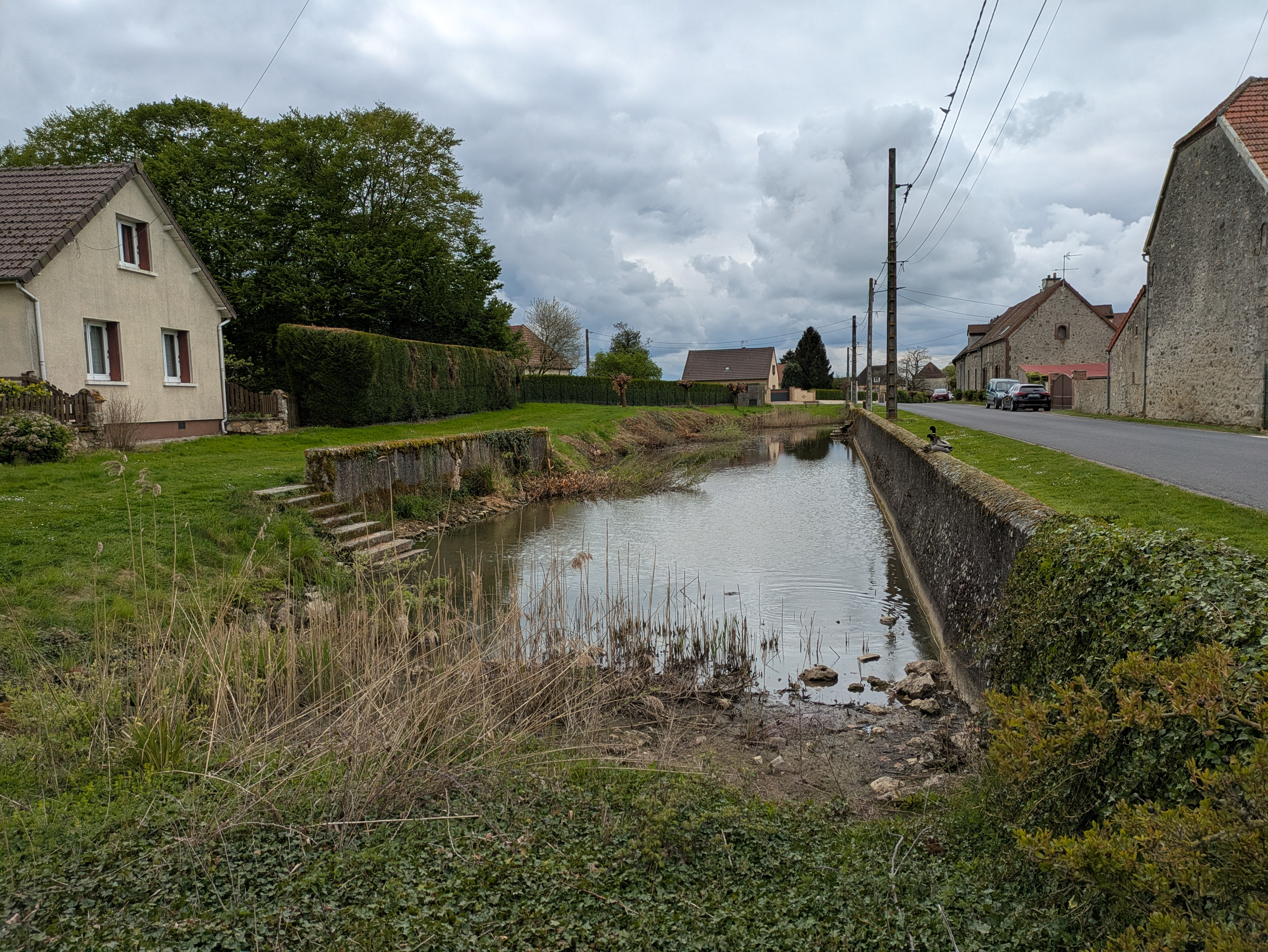
Une mare dans le village.

La commune est dans la région hydrographique « la Seine de sa source au confluent de l'Oise (exclu) » au sein du bassin Seine-Normandie. Elle est drainée par le Grand Morin et le Fossé 01 de Gallet,.
Le Grand Morin, d'une longueur de 118 km, prend sa source dans la commune et se jette dans la Marne à Condé-Sainte-Libiaire, après avoir traversé 37 communes. 
Deux plans d'eau complètent le réseau hydrographique : l'étang de la Grande Morelle (4,2 ha) et l'étang de la Petite Morelle (3,9 ha),.

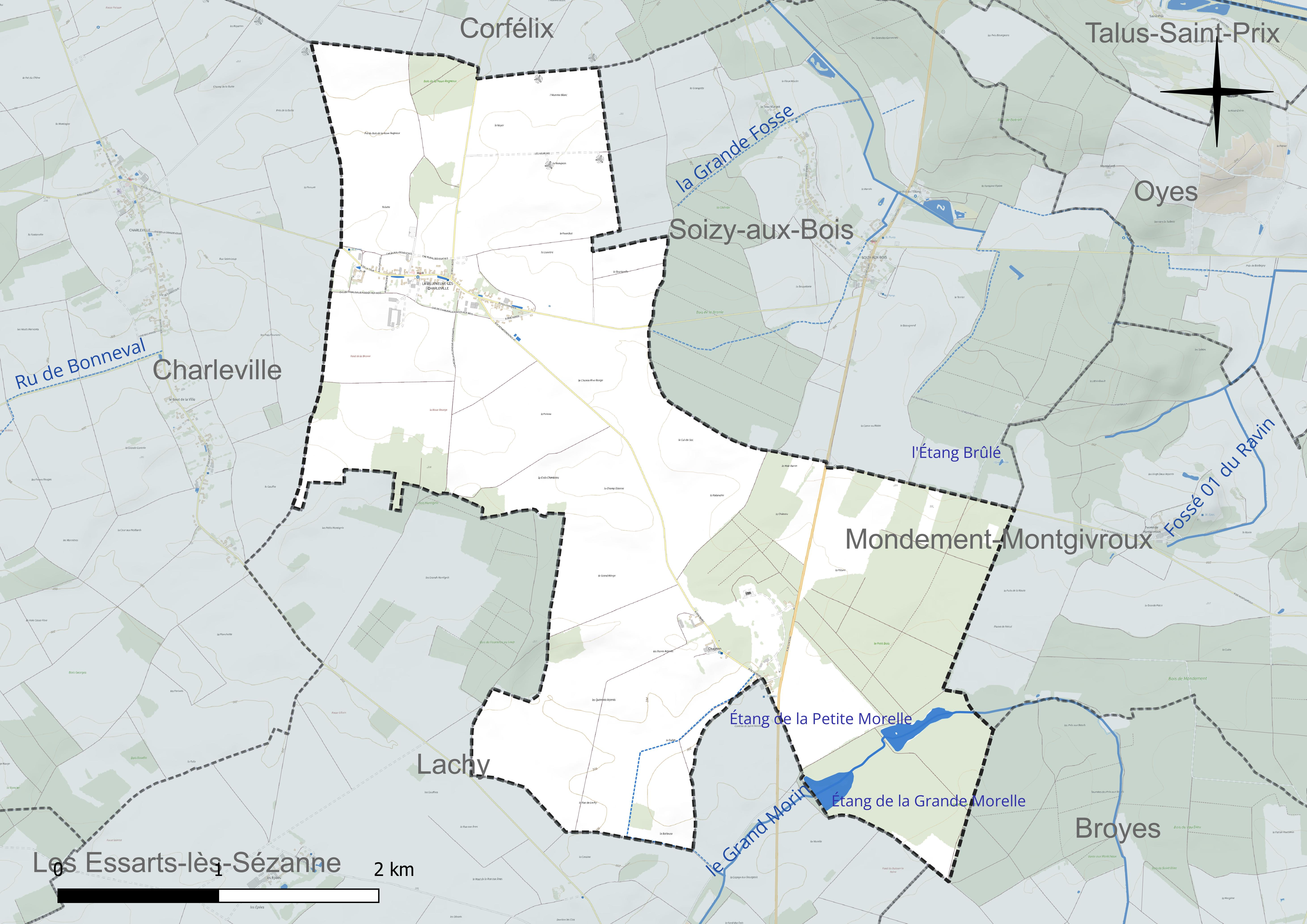
Réseau hydrographique de la Villeneuve-lès-Charleville.

#### Gestion et qualité des eaux
Le territoire communal est couvert par le schéma d'aménagement et de gestion des eaux (SAGE) « Petit et Grand Morin ». Ce document de planification concerne le territoire des bassins versants du Petit Morin (630 km2) et du Grand Morin (1 185 km2) et se répartit sur trois départements (la Marne, l'Aisne et la Seine-et-Marne). Il a été approuvé le 21 octobre 2016. La structure porteuse de l'élaboration et de la mise en œuvre est le Syndicat mixte d'aménagement et de gestion des eaux (SMAGE) - EPAGE. 
La qualité des cours d’eau peut être consultée sur un site dédié géré par les agences de l’eau et l’Agence française pour la biodiversité. 

### Climat
Pour des articles plus généraux, voir Climat du Grand Est et Climat de la Marne.
En 2010, le climat de la commune est de type climat océanique dégradé des plaines du Centre et du Nord, selon une étude du Centre national de la recherche scientifique s'appuyant sur une série de données couvrant la période 1971-2000. En 2020, Météo-France publie une typologie des climats de la France métropolitaine dans laquelle la commune est exposée à un climat océanique altéré et est dans la région climatique  Nord-est du bassin Parisien, caractérisée par un ensoleillement médiocre, une pluviométrie moyenne régulièrement répartie au cours de l’année et un hiver froid (3 °C). 
Pour la période 1971-2000, la température annuelle moyenne est de 10,3 °C, avec une amplitude thermique annuelle de 15,7 °C. Le cumul annuel moyen de précipitations est de 753 mm, avec 12,4 jours de précipitations en janvier et 8,1 jours en juillet. Pour la période 1991-2020, la température moyenne annuelle observée sur la station météorologique de Météo-France la plus proche, « Esternay-Man », sur la commune d'Esternay à 13 km à vol d'oiseau, est de 10,9 °C et le cumul annuel moyen de précipitations est de 780,5 mm. 
La température maximale relevée sur cette station est de 42,5 °C, atteinte le 25 juillet 2019 ; la température minimale est de −25 °C, atteinte le 14 février 1956,,. 
Les paramètres climatiques de la commune ont été estimés pour le milieu du siècle (2041-2070) selon différents scénarios d'émission de gaz à effet de serre à partir des nouvelles projections climatiques de référence DRIAS-2020. Ils sont consultables sur un site dédié publié par Météo-France en novembre 2022.

### Milieux naturels et biodiversité
L'Inventaire national du patrimoine naturel (INPN) recense 317 espèces sur le territoire de la commune, dont 13 espèces protégées et 7 espèces menacées.
La Villeneuve-lès-Charleville ne compte aucune zone naturelle d'intérêt écologique, faunistique et floristique (ZNIEFF) ou autre espace naturel protégé sur son territoire.

## Urbanisme

### Typologie
Au 1er janvier 2024, La Villeneuve-lès-Charleville est catégorisée commune rurale à habitat dispersé, selon la nouvelle grille communale de densité à sept niveaux définie par l'Insee en 2022.
Elle est située hors unité urbaine. Par ailleurs la commune fait partie de l'aire d'attraction de Sézanne, dont elle est une commune de la couronne,. Cette aire, qui regroupe 37 communes, est catégorisée dans les aires de moins de 50 000 habitants,.

### Occupation des sols
L'occupation des sols de la commune, telle qu'elle ressort de la base de données européenne d’occupation biophysique des sols Corine Land Cover (CLC), est marquée par l'importance des territoires agricoles (77,9 % en 2018), une proportion sensiblement équivalente à celle de 1990 (77,8 %). La répartition détaillée en 2018 est la suivante : terres arables (73 %), forêts (22,1 %), zones agricoles hétérogènes (3 %), prairies (2 %).
L'évolution de l’occupation des sols de la commune et de ses infrastructures peut être observée sur les différentes représentations cartographiques du territoire : la carte de Cassini (XVIIIe siècle), la carte d'état-major (1820-1866) et les cartes ou photos aériennes de l'IGN pour la période actuelle (1950 à aujourd'hui).

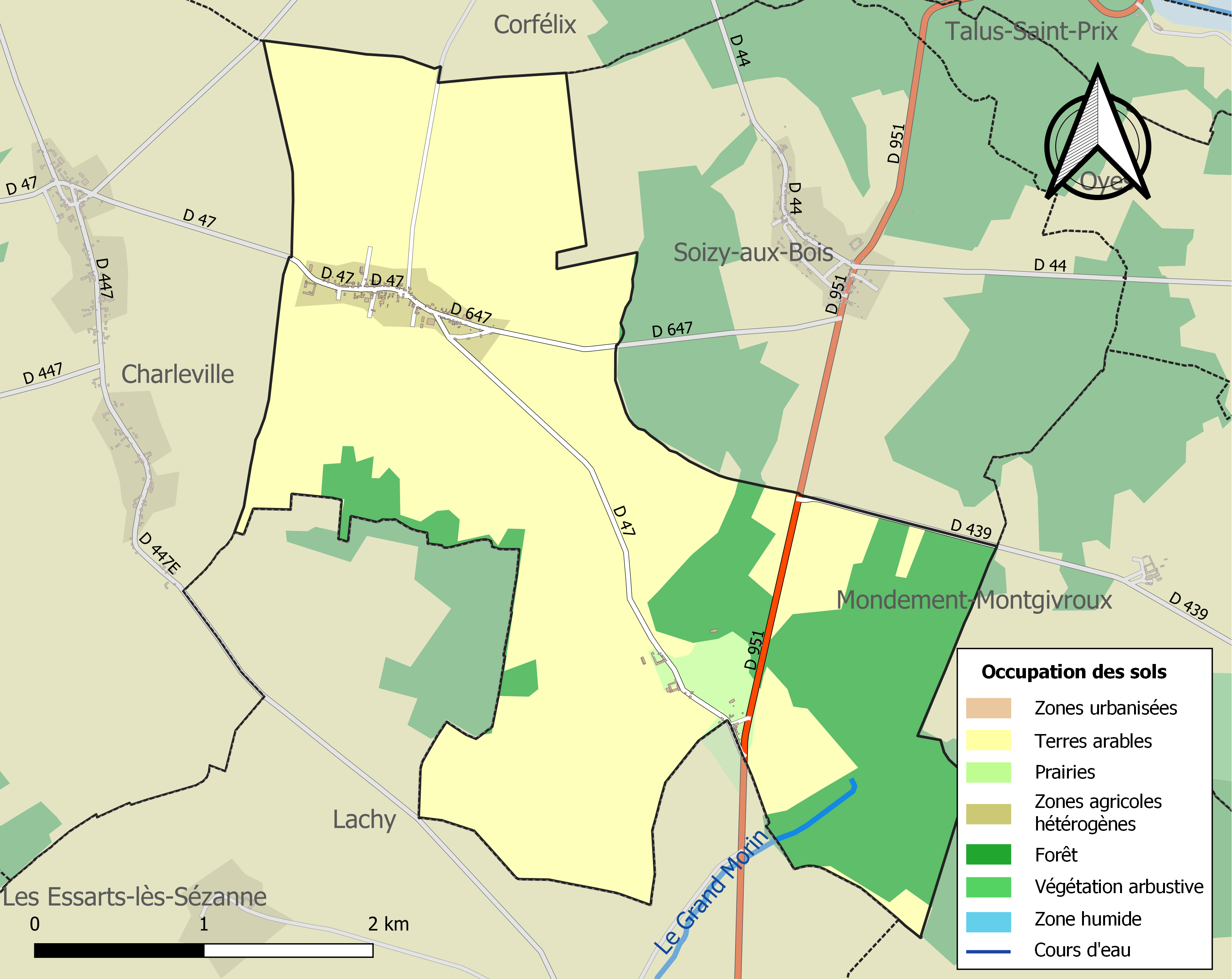
Carte des infrastructures et de l'occupation des sols de la commune en 2018 (CLC).

### Morphologie rurale et hameaux
Le bourg de La Villeneuve-lès-Charleville prend la forme d'un village-rue, autour des routes départementales 47 et 647.
La commune ne compte qu'un seul hameau : Chapton, au sud-est de son territoire.

### Habitat et logement
En 2021, La Villeneuve-lès-Charleville compte 78 logements. Ces logements sont à 99 % des maisons ; la commune ne comptant qu'un seul appartement. En raison de la prévalence des maisons, les résidences principales de La Villeneuve-lès-Charleville disposent en moyenne de 4,9 pièces.
Le tableau ci-dessous présente une comparaison de quelques indicateurs chiffrés du logement pour La Villeneuve-lès-Charleville, la communauté de communes de la Brie champenoise (CCBC), le département de la Marne et la France entière :
|                                                            | La Villeneuve-lès-Charleville | CCBC  | Marne   | France     |
| ---------------------------------------------------------- | ----------------------------- | ----- | ------- | ---------- |
| Ensemble des logements                                     | 78                            | 4 109 | 300 919 | 37 155 918 |
| Part des résidences principales (en %)                     | 70,1                          | 80,9  | 87,5    | 82,2       |
| Part des résidences secondaires (en %)                     | 16,9                          | 9,3   | 3,4     | 9,7        |
| Part des logements vacants (en %)                          | 13,0                          | 9,8   | 9,1     | 8,1        |
| Part des propriétaires de leur résidence principale (en %) | 94,5                          | 69,2  | 52,2    | 57,5       |

À La Villeneuve-lès-Charleville, 70,1 % des logements sont en 2021 des résidences principales, 16,9 % des résidences secondaires et 13,0 % des logements vacants. Par ailleurs, 94,5 % des ménages sont propriétaires de leur résidence principale. La Villeneuve-lès-Charleville se démarque ainsi par un nombre supérieur à la moyenne de résidences secondaires et de ménages propriétaires de leur résidence principale.
Parmi les 54 résidences principales construites avant 2019, 48,1 % avaient été construites avant 1919, 11,1 % entre 1919 et 1945, 9,3 % entre 1946 et 1970, 18,5 % entre 1971 et 1990, 9,3 % entre 1991 et 2005 et 3,7 % depuis 2006.
Le tableau ci-dessous présente l'évolution du nombre de logements sur le territoire de la commune, par catégorie, depuis 1968 :
|                        | 1968 | 1975 | 1982 | 1990 | 1999 | 2010 | 2015 | 2021 |
| ---------------------- | ---- | ---- | ---- | ---- | ---- | ---- | ---- | ---- |
| Résidences principales | 46   | 43   | 42   | 35   | 37   | 45   | 46   | 55   |
| Résidences secondaires | 9    | 13   | 17   | 23   | 24   | 20   | 19   | 13   |
| Logements vacants      | 3    | 6    | 6    | 8    | 9    | 10   | 12   | 10   |
| Total                  | 58   | 62   | 65   | 66   | 70   | 75   | 77   | 78   |

### Voies de communication et transports

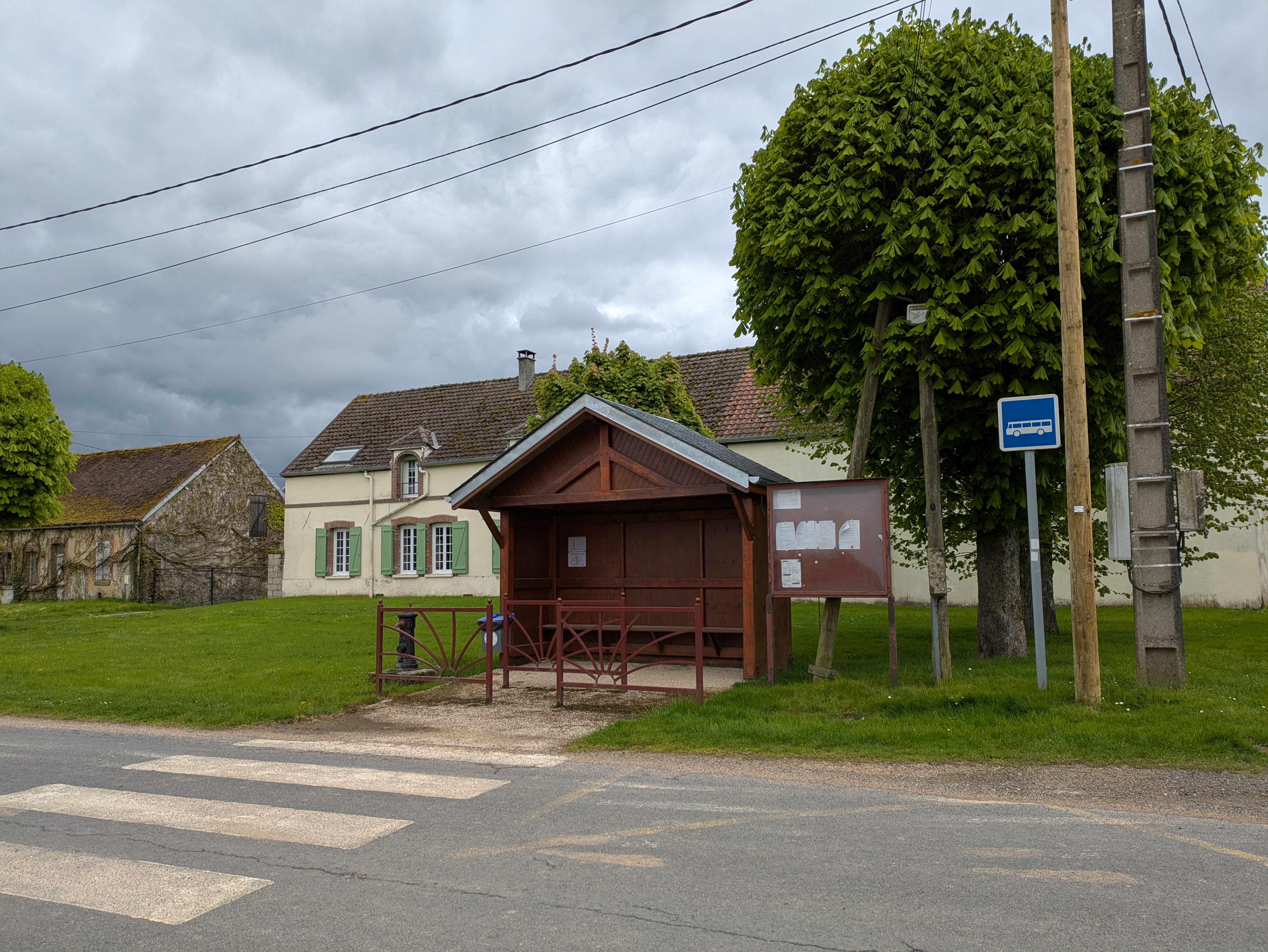
L'abribus dans le centre de La Villeneuve-lès-Charleville.

La route départementale 951 (ancienne route nationale 51) entre Épernay (au nord) et Sézanne (au sud) passe au sud-est de la commune. La route départementale 47 part de la RD951, traverse Chapton puis La Villeuneuve et part vers l'ouest en direction de Charleville. La route départementale 647 relie également La Villeneuve à la RD951, mais en passant par Soizy-aux-Bois à l'est.

## Toponymie
Le nom de la localité est attesté sous les formes Nova villa juxta Carlivillam (1110) ; Nova Villa (1145) ; Villa Nova (vers 1252) ; La Ville-Nueve delez Soysi (1297) ; La Ville-Nueve lez Challeville (1297) ; Villa Nova juxta Carolivillam (1407) ; Villeneufve-lez-Charville (1499) ; La V[ille]neufve-lez-Charville (1511) ; Villenefve (1540) ; La Vilneuve (1732) ; La Villeneuve-lez-Charleville (XVIIIe siècle).

Toponyme composé de ville et de neuve → voir Neuville pour un équivalent.
La préposition « lès » permet de signifier la proximité d'un lieu géographique par rapport à un autre lieu. En règle générale, il s'agit d'une localité qui tient à se situer par rapport à une ville voisine plus grande. La commune de La Villeneuve indique qu'elle se situe près de Charleville.

## Histoire
L'existence de la commune est attestée depuis le XIIe siècle par une charte d'Hatton, évêque de Troyes entre 1122 et 1145, qui mentionne déjà le nom actuel en latin : Villanova juxta Carolivillam.
Au XVIIe siècle, la seigneurie de La Villeneuve appartenait à Claude II de Champagne, vicomte de Condry. Son mariage avec Suzanne de Geps, fille de Paul de Geps, seigneur de Flavigny, la Godine et Chapton est à l'origine du rattachement des deux lieux.
Durant la campagne de France de 1814, 400 chevaux d'une des divisions du 6e corps d'Armée furent stationnés à la Villeneuve et à Charleville. Sur un plan du cadastre napoléonien datant de 1813, on remarque les fortifications qui devaient correspondre au casernement à l'entrée ouest du village.
Le 6 septembre 1914, arrive à La Villeneuve-lès-Charleville le 19e BCP, qui s'installe au château de Chapton. Des combats ont lieu le lendemain à l'est du village.

## Politique et administration

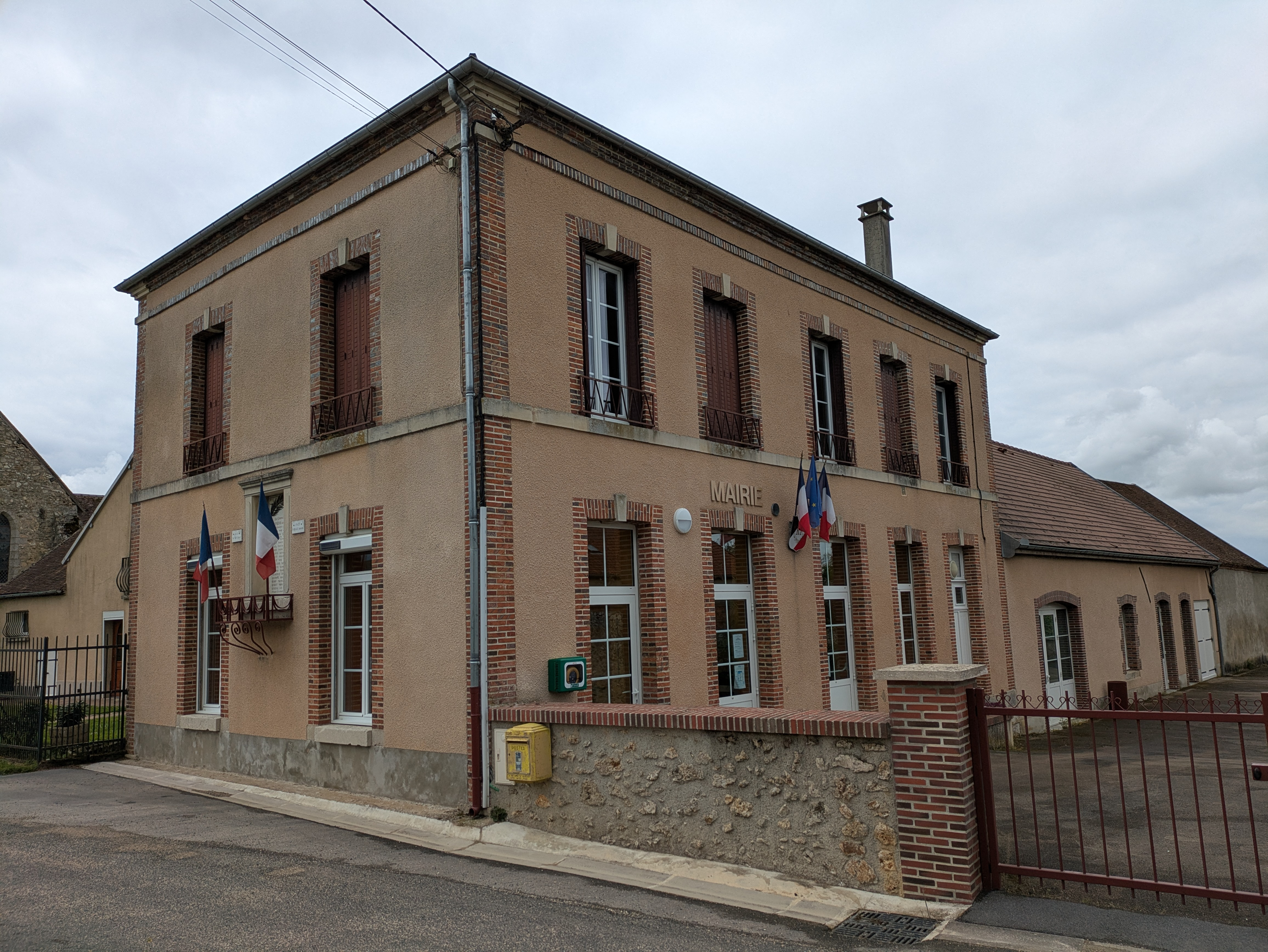
La mairie de La Villeneuve-lès-Charleville.

| Période                                  | Période                      | Identité            | Étiquette | Qualité                                                            |
| ---------------------------------------- | ---------------------------- | ------------------- | --------- | ------------------------------------------------------------------ |
| Les données manquantes sont à compléter. |                              |                     |           |                                                                    |
| 1983                                     | 1995                         | François Pietrement |           | Agriculteur                                                        |
| 1995                                     | 2001                         | Jacky Maltaverne    |           | Agriculteur                                                        |
| 2001                                     | En cours (au 4 juillet 2014) | Raymond Chauvet     |           | Ancien employé municipal à Sézanne Réélu pour le mandat 2014-2020, |

## Équipements et services publics

### Eau et déchets

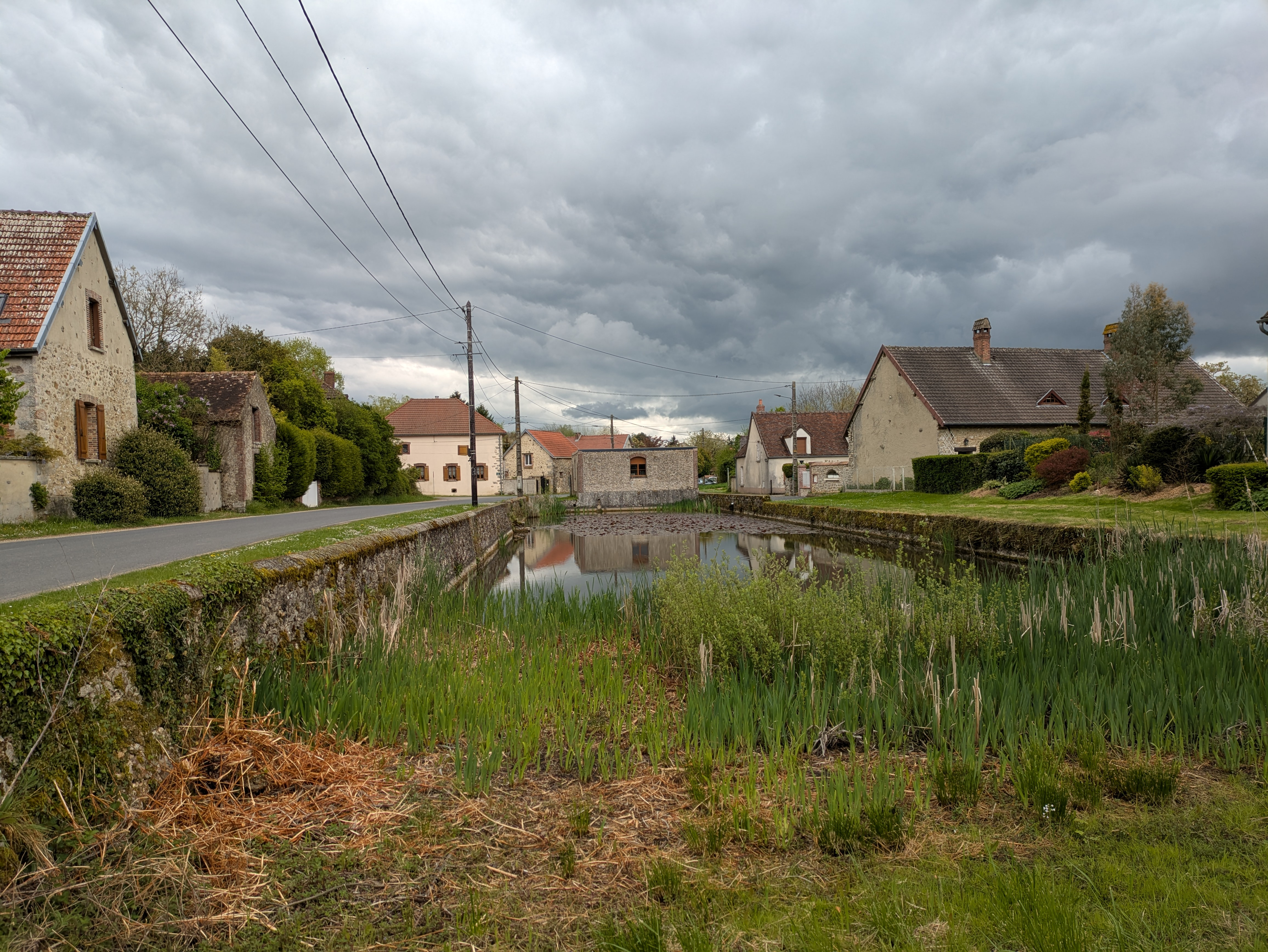
Le lavoir de La Villeneuve-lès-Charleville et sa mare.

L'approvisionnement en eau potable et l'assainissement des eaux usées sont des compétences de la communauté de communes de la Brie champenoise. La Villeneuve-lès-Charleville est alimentée en eau potable par le captage de Charleville. La production et la distribution d'eau potable font l'objet d'une délégation de service public confiée à Suez jusqu'en 2028. L'assainissement y est non collectif.
La communauté de communes est également compétente en matière de déchets. La collecte des ordures ménagères résiduelles (en bac) et des déchets recyclables (en sacs translucides jaunes) est réalisée en porte à porte. La communauté de commune adhérant au syndicat de valorisation des ordures ménagères de la Marne (SYVALOM), ces déchets sont amenés au centre de transfert départemental de Sézanne puis valorisés sur le site de La Veuve. La communauté de communes propose des composteurs individuels à tarif réduit pour les biodéchets. La collecte du verre et des textiles se fait en apport volontaire. Pour les autres déchets, l'unique déchèterie de la communauté de communes est située à Montmirail, dans le hameau de Maclaunay. La collecte des déchets et la gestion de la déchèterie sont confiées à des entreprises privées par marchés publics.

### Enseignement
La Villeneuve-lès-Charleville fait partie de l'académie de Reims.
La commune appartient au regroupement pédagogique de Charleville-Le Gault-Soigny. L'école primaire du Gault-Soiny, située place de la Mairie, accueille 62 élèves (chiffres 2024-2025) de maternelle, du CM1 et CM2. L'école élémentaire de Charleville, située place de l'Église, accueille 44 élèves (chiffres 2024-2025) du CP au CE2.
Les jeunes de La Villeneuve-lès-Charleville sont ensuite rattachés au collège et au lycée La Fontaine du Vé de Sézanne,.

### Postes et télécommunications
Une boîte aux lettres de La Poste se trouve sur le territoire de la commune, rue Saint-Nicolas. Les bureaux de poste les plus proches sont situés à Baye et Sézanne.

### Justice, sécurité et secours
Du point de vue judiciaire, La Villeneuve-lès-Charleville relève du conseil de prud'hommes d'Épernay, du tribunal de commerce de Reims, du tribunal judiciaire, du tribunal paritaire des baux ruraux et du tribunal pour enfants de Châlons-en-Champagne, dans le ressort de la cour d'appel de Reims. Pour le contentieux administratif, la commune dépend du tribunal administratif de Châlons-en-Champagne et de la cour administrative d'appel de Nancy.
La Villeneuve-lès-Charleville est située en secteur Gendarmerie nationale et dépend de la brigade de Montmirail.
En matière d'incendie et de secours, les centres d'incendie et de secours les plus proches sont ceux de Montmirail et Sézanne, dépendant du Service départemental d'incendie et de secours (SDIS) de la Marne.

## Population et société
Les habitants de la commune sont les Villeneuvois et les Villeneuvoises.

### Démographie
L'évolution du nombre d'habitants est connue à travers les recensements de la population effectués dans la commune depuis 1793. Pour les communes de moins de 10 000 habitants, une enquête de recensement portant sur toute la population est réalisée tous les cinq ans, les populations de référence des années intermédiaires étant quant à elles estimées par interpolation ou extrapolation. Pour la commune, le premier recensement exhaustif entrant dans le cadre du nouveau dispositif a été réalisé en 2005.

En 2022, la commune comptait 119 habitants, en évolution de +4,39 % par rapport à 2016 (Marne : −1,19 %, France hors Mayotte : +2,11 %).
| 1793 | 1800 | 1806 | 1821 | 1831 | 1836 | 1841 | 1846 | 1851 |
| ---- | ---- | ---- | ---- | ---- | ---- | ---- | ---- | ---- |
| 224  | 238  | 247  | 254  | 249  | 266  | 263  | 273  | 299  |

| 1856 | 1861 | 1866 | 1872 | 1876 | 1881 | 1886 | 1891 | 1896 |
| ---- | ---- | ---- | ---- | ---- | ---- | ---- | ---- | ---- |
| 300  | 306  | 273  | 262  | 243  | 268  | 255  | 272  | 268  |

| 1901 | 1906 | 1911 | 1921 | 1926 | 1931 | 1936 | 1946 | 1954 |
| ---- | ---- | ---- | ---- | ---- | ---- | ---- | ---- | ---- |
| 262  | 228  | 224  | 198  | 174  | 192  | 175  | 176  | 180  |

| 1962 | 1968 | 1975 | 1982 | 1990 | 1999 | 2005 | 2006 | 2010 |
| ---- | ---- | ---- | ---- | ---- | ---- | ---- | ---- | ---- |
| 137  | 157  | 134  | 123  | 81   | 89   | 114  | 116  | 119  |

| 2015 | 2020 | 2022 | - | - | - | - | - | - |
| ---- | ---- | ---- | - | - | - | - | - | - |
| 114  | 121  | 119  | - | - | - | - | - | - |

### Cultes
Pour le culte catholique, La Villeneuve-lès-Charleville dépend de la paroisse Sainte-Léonie-Aviat - Le Sézannais, au sein du diocèse de Châlons-en-Champagne.

### Médias
La presse écrite régionale comprend le quotidien L'Union, le bi-hebdomadaire Le Pays briard et l'hebdomadaire L'Hebdo du vendredi.
Parmi les stations de radio locales, il est possible de citer Ici Champagne-Ardenne et Champagne FM.

## Culture locale et patrimoine

### Lieux et monuments

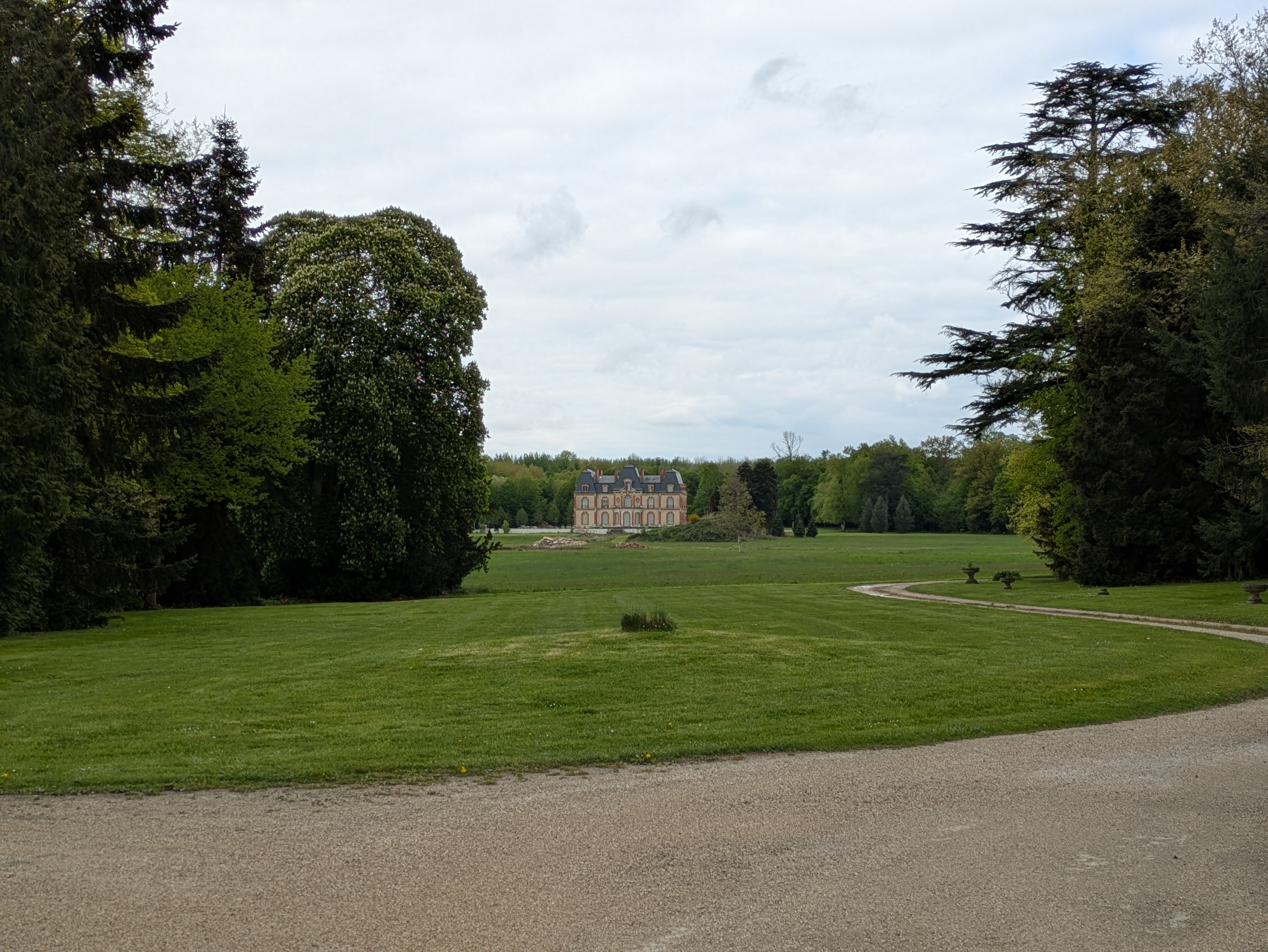
Le château de Chapton.

- Le château de Chapton des XVIIIe et XIXe siècles.
- L'église est classée monument historique le 7 février 1916[49]. Il s'agissait de la paroisse Saint-Nicolas dont la dîme était levée en partie par l'abbaye bénédictine de Molesme[50].

### Personnalités liées à la commune
- L'abbé Laplaige qui s'illustra au cours de la Première Guerre mondiale (faits relatés par le général Anthoine)[51].